# 徳島県道30号徳島鴨島線
徳島県道30号徳島鴨島線（とくしまけんどう30ごう とくしまかもじません）は、徳島県徳島市から吉野川市鴨島町に至る県道（主要地方道）である。

## 概要
徳島市から吉野川に沿って西方向へと延びる幹線道路で、国道192号のバイパス的な役割を果たしている。本来は、吉野川市川島町までという計画だったが、建設省（当時）に申請した計画が承諾されなかったため今のようなルートになった。
全線に渡って交通量は多く、特に徳島県道34号石井引田線との交点以東で渋滞が起こりやすい。徳島市北田宮と吉野本町で一部区間に2車線や狭路が残っていたが2008年（平成20年）3月に起点から中鮎喰橋までが全線4車線化された。なお中鮎喰橋以西は全線2車線で、交通量は多いものの比較的走り易い道が続く。

### 路線データ
- 陸上距離：20.709 km・旧道9.059 km（平成22年徳島県道路現況調書）
- 起点：徳島県徳島市藍場町（藍場町交差点、国道192号交点）
- 終点：徳島県吉野川市鴨島町知恵島（知恵島交差点、国道318号交点）

## 歴史
- 1972年3月10日 - 徳島県道202号北島田藍場線、15号徳島吉野線、233号藍畑鴨島線として認定。[要出典]
- 1982年12月14日 - 上記県道（15号は一部区間）を統合し徳島県道30号徳島鴨島線として認定。[要出典]
- 1993年（平成5年）5月11日 - 建設省から、県道徳島鴨島線が徳島鴨島線として主要地方道に指定される[1]。

## 路線状況

### 名称・愛称

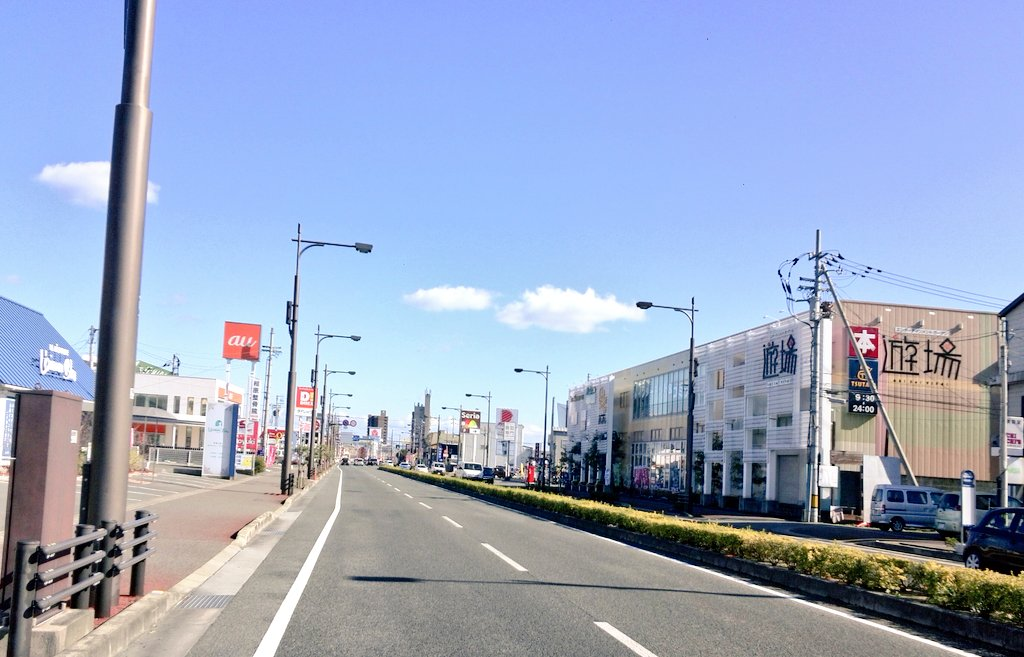
田宮街道

- 田宮街道（中吉野町）
- 徳鴨（とっかも）線（中吉野町）
- 徳鴨バイパス（中吉野町）

### 橋梁
- 西の丸橋（徳島県徳島市）助任川
- 吉野橋（徳島県徳島市）新町川
- 中鮎喰橋（徳島県徳島市）鮎喰川
- 新渡内川橋（徳島県名西郡石井町）渡内川
- 飯尾川新橋（徳島県名西郡石井町）飯尾川
- 新飯尾川橋（徳島県名西郡石井町）飯尾川放水路
- 新江川橋（徳島県名西郡石井町）江川

## 地理

### 通過する自治体
- 徳島市
- 名西郡
  - 石井町
- 吉野川市

### 交差する道路
- 国道192号（国道318号重複区間）（徳島市藍場町・藍場町交差点、起点）
- 徳島県道39号徳島鳴門線（徳島市吉野本町・吉野橋交差点）
- 徳島県道1号徳島引田線（徳島市中島田町・中島田交差点）
- 徳島県道29号徳島環状線現道（徳島県道205号西黒田府中線重複）（徳島市国府町井戸堂ノ裏）
- 徳島県道206号西黒田中村線（徳島市国府町日開）
- 徳島県道29号徳島環状線新道（徳島市国府町池尻）
- 徳島県道230号第十白鳥線（名西郡石井町高川原加茂野）
- 徳島県道230号第十白鳥線（名西郡石井町高川原加茂野）
- 徳島県道34号石井引田線（名西郡石井町高川原字天神・高川原交差点）
- 徳島県道231号高原石井線（名西郡石井町高原東高原）
- 徳島県道232号平島国府線（名西郡石井町高原西高原）
- 徳島県道235号宮川内牛島停車場線（吉野川市鴨島町牛島）
- 国道318号・徳島県道122号板野川島線（吉野川市鴨島町知恵島・知恵島交差点、終点）

### 沿線にある施設など
- 徳島市立体育館
- アソビバ!
- 田宮運動公園
  - 徳島市陸上競技場
  - 徳島市田宮公園プール
- 徳島県立障害者交流プラザ
- 徳島県立徳島科学技術高等学校
- ショッピングプラザ タクト
- 鮎喰川河川敷緑地
- 徳島市農村環境改善センター

## ギャラリー

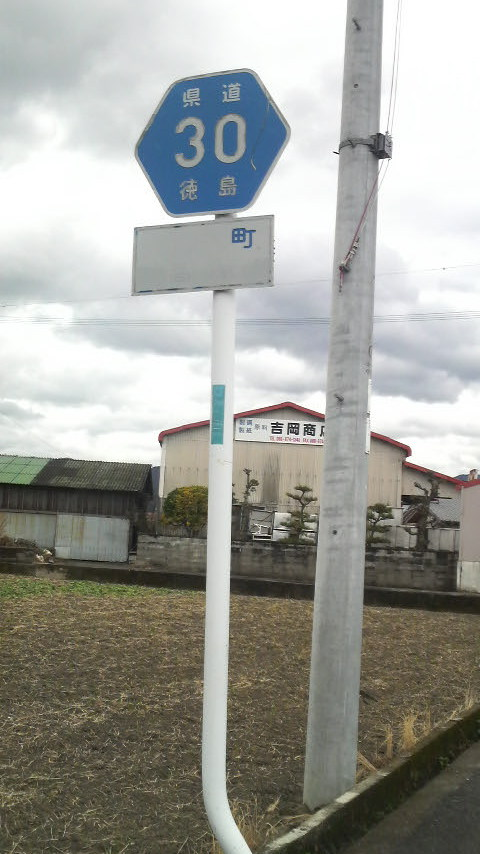
県道標識
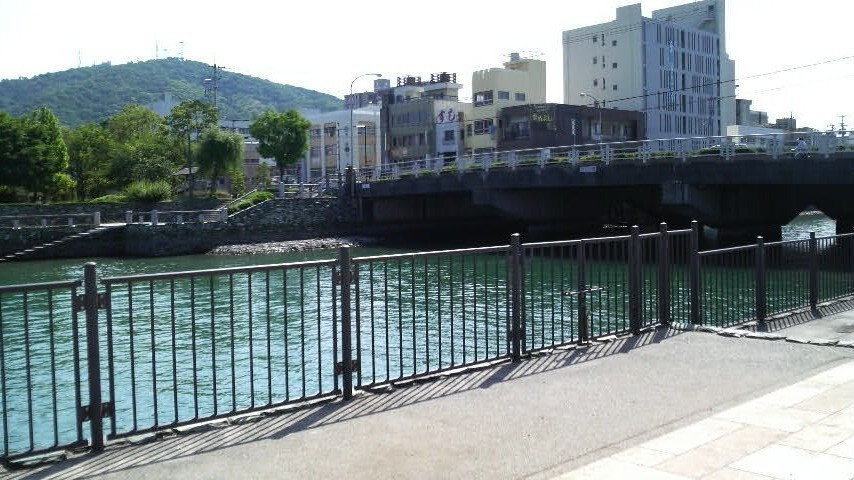
西の丸橋
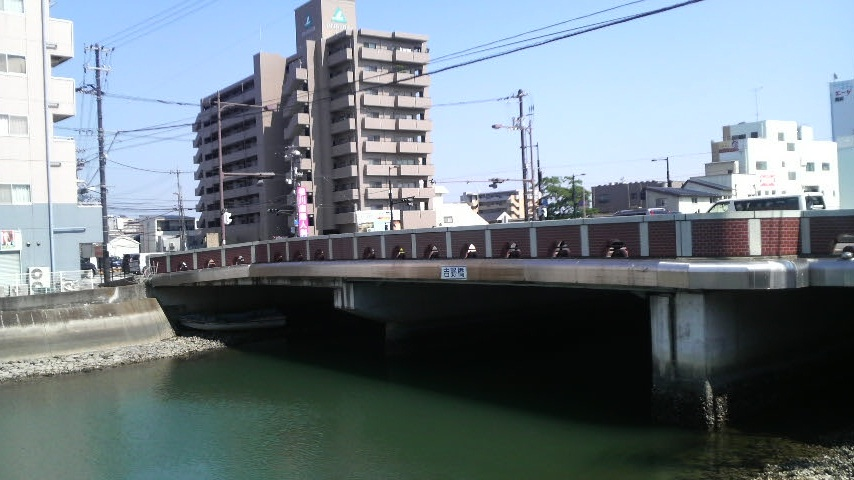
吉野橋
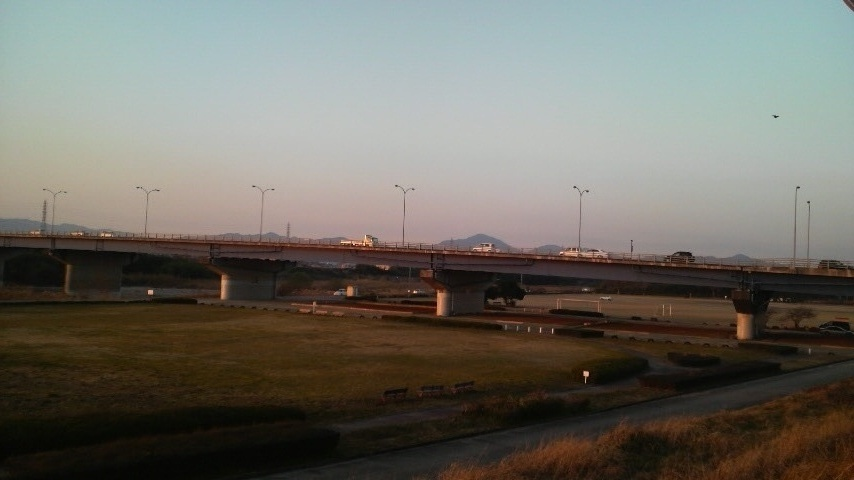
中鮎喰橋